# Dubravka Stojanović
Dubravka Stojanović (Beograd, 15. veljače 1963.) povjesničarka je i sveučlilišna profesorica Filozofskog fakulteta Sveučilišta u Beogradu. Potpredsjednica je Odbora za povijesno obrazovanje solunske organizacije Centar za demokraciju i pomirenje u jugoistočnoj Europi, kao i savjetnica Ujedinjenih naroda za pitanja zlouporabe povijesti u obrazovanju. Njezina primarna područja interesa su procesi modernizacije u jugoistočnoj Europi, demokratizacija u Srbiji, povijest Beograda, povijesno pamćenje i prezentacije povijesti u udžbenicima povijesti. Godine 2015. dodijeljen joj je francuski Nacionalni orden za zasluge (francuski: Ordre national de la Légion d'honneur). Potpisnica je Deklaracije o zajedničkom jeziku, u kojoj se tvrdi da se u Hrvatskoj, Bosni i Hercegovini, Srbiji i Crnoj Gori govore nacionalne standardne varijante zajedničkog policentričnog standardnog jezika.

### Knjige
- Iskušavanje načela. Srpska socijaldemokratska partija i ratni program Srbije 1912–1918, Beograd, 1994.
- Srbija i demokratija: 1903–1914, Beograd, 2003.
- Kaldrma i asfalt: Urbanizacija i evropeizacija Beograda 1890–1914, Beograd, 2008.
- Ulje na vodi: Ogledi iz istorije sadašnjosti Srbije, Beograd, 2010.
- Noga u vratima: Prilozi za političku biografiju Biblioteke XX vek, Beograd, 2011.
- Iza zavese: Ogledi iz društvene istorije Sbije 1890–1914, Beograd, 2013.
- Rađanje globalnog sveta 1880–2015, Beograd, 2015.[4]